# Gmina Byram
Byram jest gminą w stanie New Jersey, w hrabstwie Sussex. Według danych z 2000 roku zamieszkuje ją 8 254 mieszkańców. W gminie funkcjonują dwie szkoły: Byram Intermediate School i Byram Lakes Elementary School.